# Глинка, Сергей Фёдорович
 Сергей Фёдорович Глинка  (1855—1933) — русский и советский учёный, доктор минералогии и геологии, заслуженный профессор Московского университета.

## Биография

С. Ф. Глинка

Происходил из дворян Московской губернии. Родился 26 августа (7 сентября) 1855 года на Сысертском заводе в Пермской губернии.
Первоначальное образование получил во 2-й Казанской гимназии. Поступил в Императорский Казанский университет на математическое отделение физико-математического факультета. Затем перевёлся в Императорский Санкт-Петербургский университет, который окончил в 1883 году со степенью кандидата естественных наук.
С 1 февраля 1883 года до января 1886 года был избран одним из консерваторов минералогического кабинета Санкт-Петербургского университета.
С декабря 1885 года начал читать лекции по кристаллографии в звании приват-доцента. Через год был определён репетитором Института инженеров путей сообщения, затем занимал в нём должность химика для производства анализов (1891—1896). Кроме того, с декабря 1884 года состоял помощником столоначальника Департамента земледелия.
В декабре 1889 года был удостоен степени магистра минералогии и геогнозии («Альбиты из русских месторождений»); в конце 1896 года защитил в Казанском университете докторскую диссертацию «Химический состав и оптические свойства альбитов из русских месторождений».
С сентября 1897 года был утверждён преподавателем физической географии Санкт-Петербургского историко-филологического института. Был профессором на Бестужевских курсах (1890—1910); также с октября 1894 года преподавал в Высшем художественном училище при Императорской Академии художеств (с января 1905 года — профессор).
С 1911 года — ординарный профессор, заведующий кафедрой минералогии Московского университета, после ухода группы профессоров в знак протеста (в связи с так называемым «Делом Кассо»).
С 1912 года — заслуженный профессор ИМУ.
1 января 1913 года получил чин действительный статский советник.
С 22 мая 1919 года С. Ф. Глинка заведовал научным отделом Румянцевской библиотеки.
С 1921 года работал в Институте прикладной минералогии.
С 1922 года — профессор кафедры кристаллографии.
Скончался 18 апреля 1933 года в Москве. Похоронен на Ваганьковском кладбище (уч. 4).

## Награды и премии
- 1890 — Николае-Максимилиановская золотая медаль и премия Санкт-Петербургского минералогического общества за работу по альбитам.
- 1896 — Медаль «В память царствования императора Александра III»
- 1898 — Орден Святого Станислава 2-й степени.
- 1902 — Орден Святой Анны 2-й степени.
- 1905 — Орден Святого Владимира 4-й степени.

## Членство в организациях
- 1884 — Императорское Санкт-Петербургское минералогическое общество, избран 28 февраля (11 марта) 1884.

## Критика
Академик Н. С. Шатский вспоминал о своей учёбе на естественном отделении физико-математического факультета Московского университета в 1913 году: «весьма убоги были лекции по минералогии и кристаллографии проф. С. Ф. Глинки».

## Семья
Дочь — Вера Сергеевна Щербакова (16 июня 1885 — после 1959) — библиотечный работник. Окончила историко-филологическое отделение Бестужевских курсов (1909), затем Археологический институт. С 12 июня 1919 года до 1959 года работала в Румянцевской библиотеке (впоследствии — старший библиотекарь и научный сотрудник в Библиотеке им. Ленина). Участвовала в составлении музейной литературы как соавтор мужа Н. А. Щербакова.